# Musée napoléonien d'art et d'histoire militaires
Le musée d'art et d'histoire militaires, dit Musée napoléonien, est un musée français géré par la Ville de Fontainebleau rassemblant une collection d'armes et d'uniformes se rapportant en grande partie aux deux Empires français.
Installé dans la villa Lavaurs jusqu'à 2010, ses collections sont aujourd'hui conservées à la médiathèque municipale. L'importance de celles-ci le classe au 3e rang dans le genre, derrière le musée de l'Armée, à l'hôtel des Invalides à Paris et son annexe au château de l'Empéri à Salon-de-Provence. Dans les années 2020, deux expositions dans le centre culturel de la Charité royale ont permis de mettre en valeur ses collections.

## Histoire
En 1973, Louis Prost, collectionneur d’armes anciennes et maître d'armes comme son père dont il hérite, lègue sa collection privée à la Ville. Le musée résulte de la fusion des collections du musée militaire créé par Hugo de Fischner en 1938 et de celles du musée napoléonien créé par Louis Prost en 1963.
De 1972 à 2010, le musée est installé dans la villa Lavaurs, alors propriété de la ville. Des problèmes de vétusté surviennent, notamment sur l'électricité et la Municipalité a été forcée de le fermer.
Depuis, les réserves se trouvent dans le centre culturel de la Charité royale qui propose des expositions temporaires.

## Muséographie et expographie

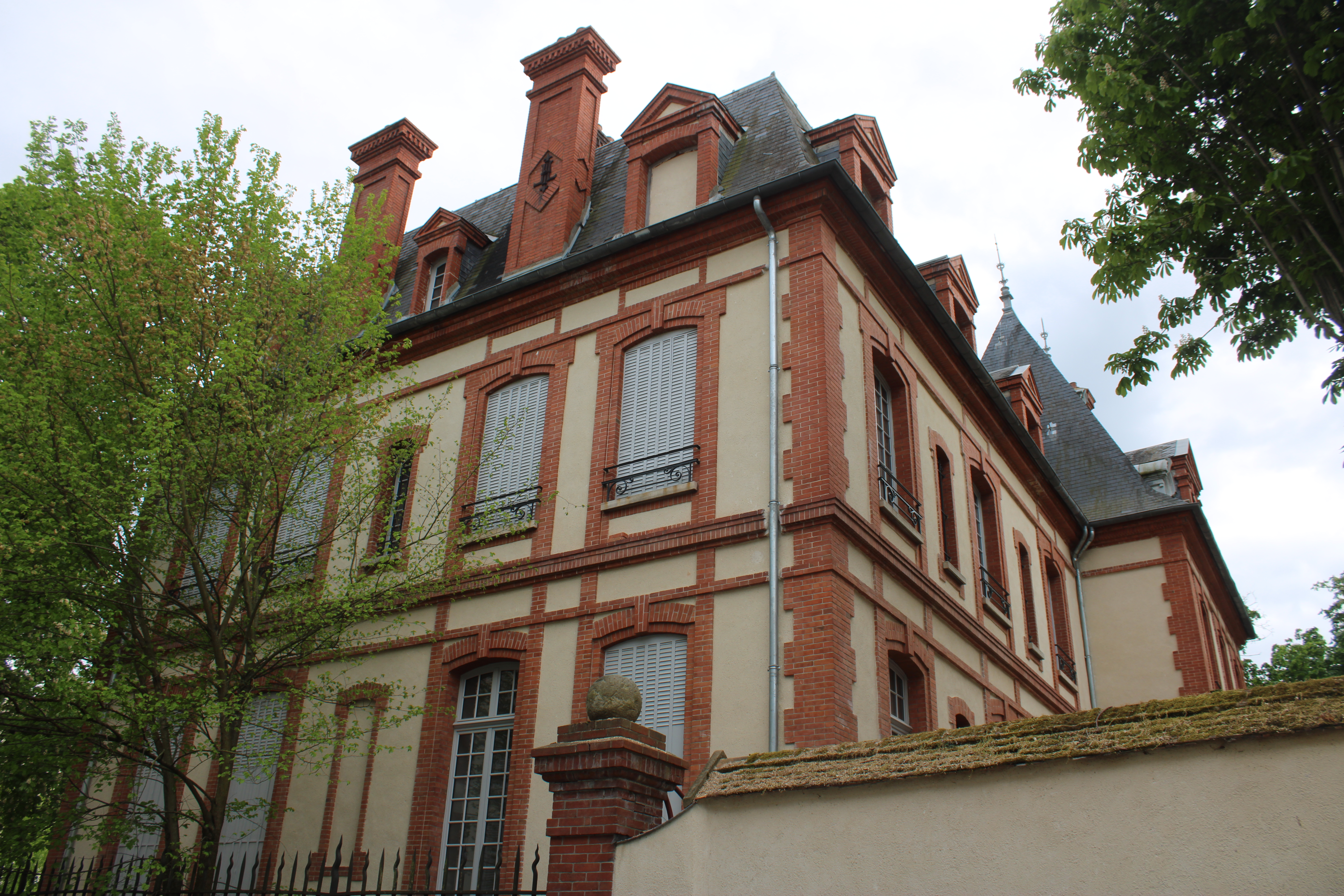
La villa Lavaurs en 05 2021

### Villa Lavaurs
À l'époque de son installation à la villa Lavaurs, le musée se présentait en neuf salles dont :
- le vestibule avec un diaporama et une maquette du château de Fontainebleau à l'époque de Napoléon Ier
- la première salle pour les uniformes du Premier Empire ;
- la deuxième et troisième salles pour les armées du Second Empire ;
- la quatrième salle pour des instruments de musique ;
- la cinquième salle retraçant l'évolution de l'arme blanche depuis Louis XIV, présentant notamment les armes de la Garde impériale ;
- la neuvième salle présentant, entre autres, un plan en relief de la bataille d'Austerlitz.

### Exposition «L’extraordinaire collection d’armes blanches de maître Prost»
Dans le cadre du bicentenaire de la mort de Napoléon Ier, une exposition est organisée dans la salle de l'Atelier du centre culturel de la Charité Royale, du 19 au 26 mai 2021,, puis prolongée jusqu'au 13 juin. Elle regroupe des sabres d'officier décorés et des chapeaux militaires ainsi que des ouvrages du fonds local. Cette exposition a été virtualisée pour être consultable gratuitement en ligne. Plusieurs vitrines avec plusieurs pièces de collection chacune sont répartis dans la salle.

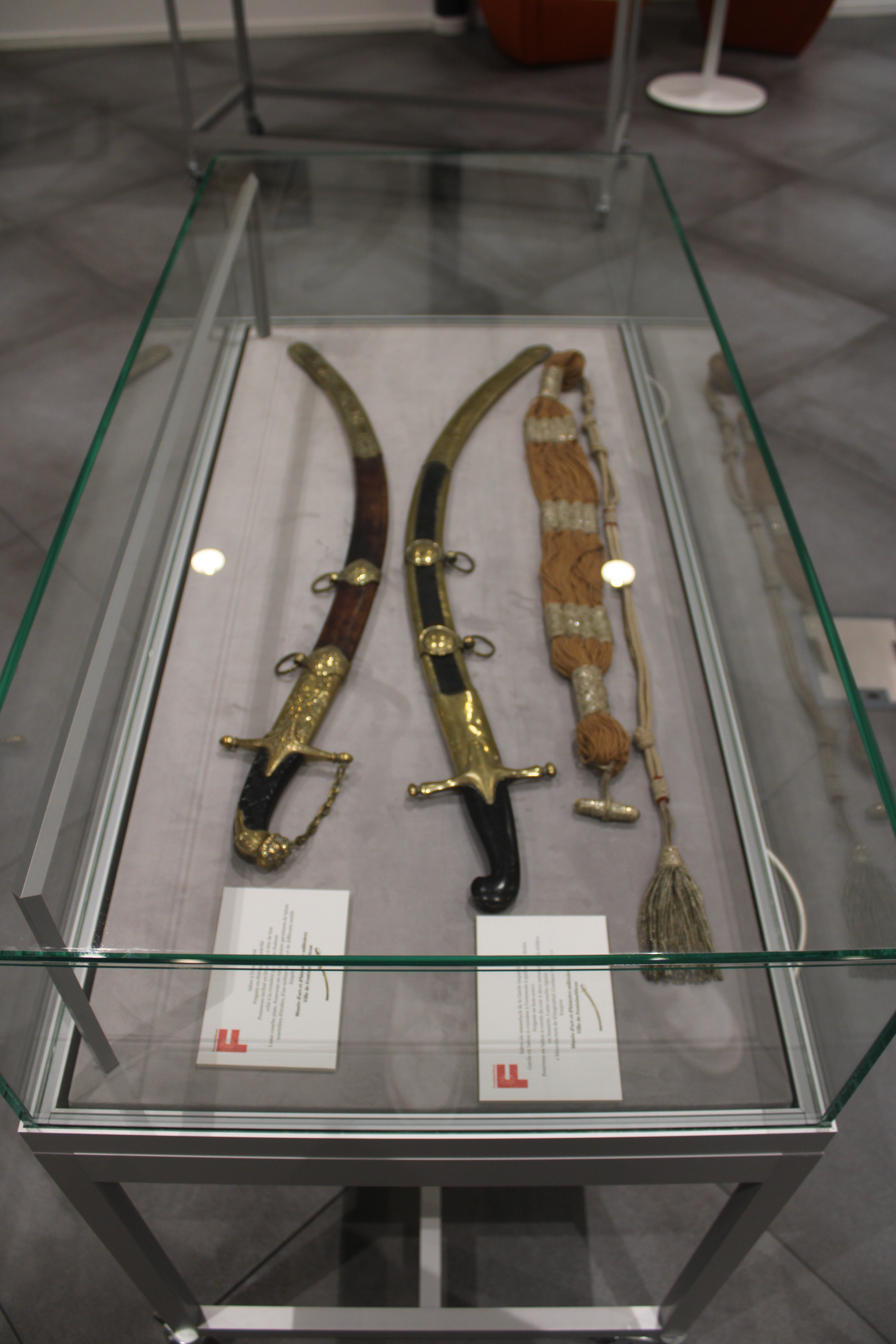
Sabres
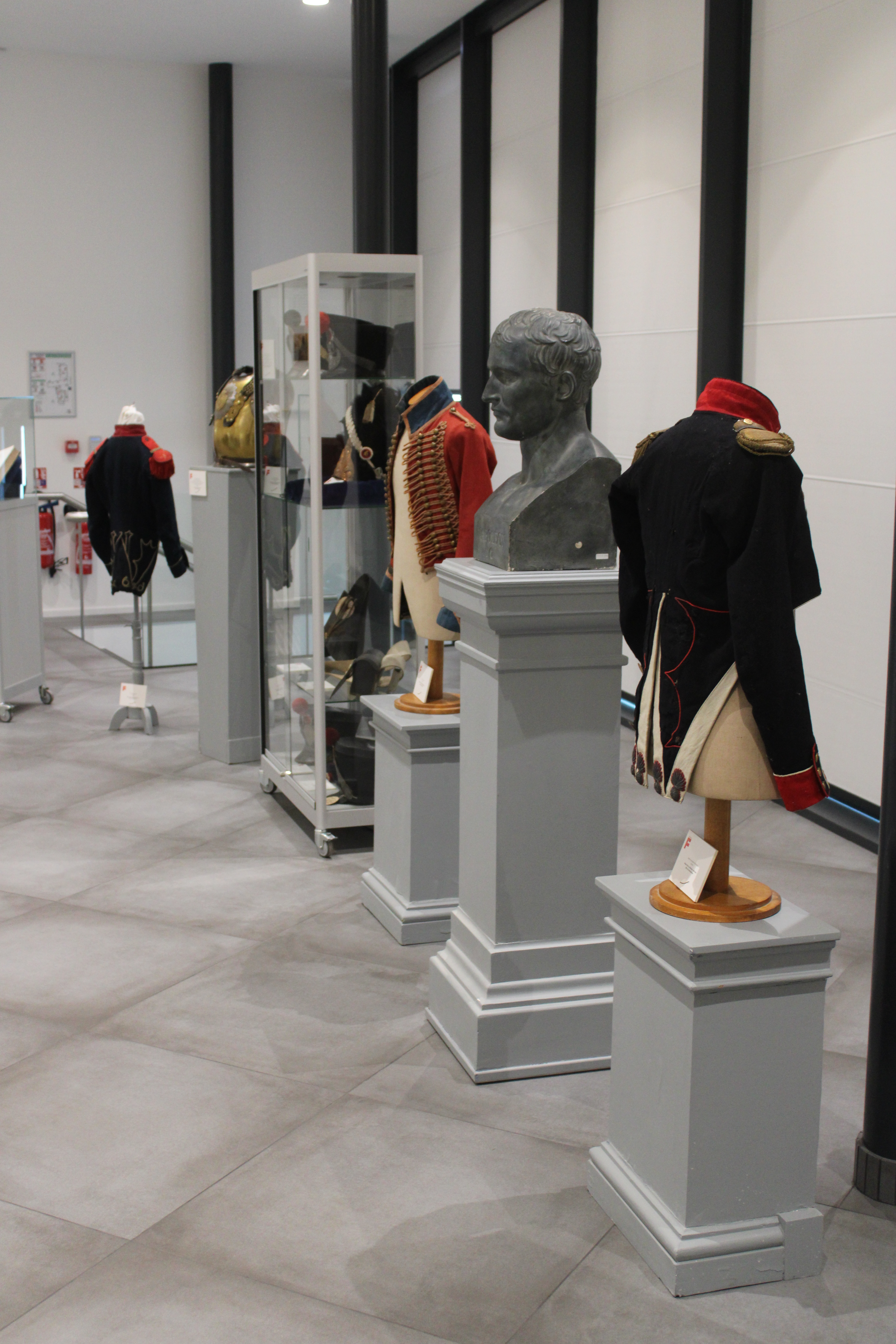
Uniformes
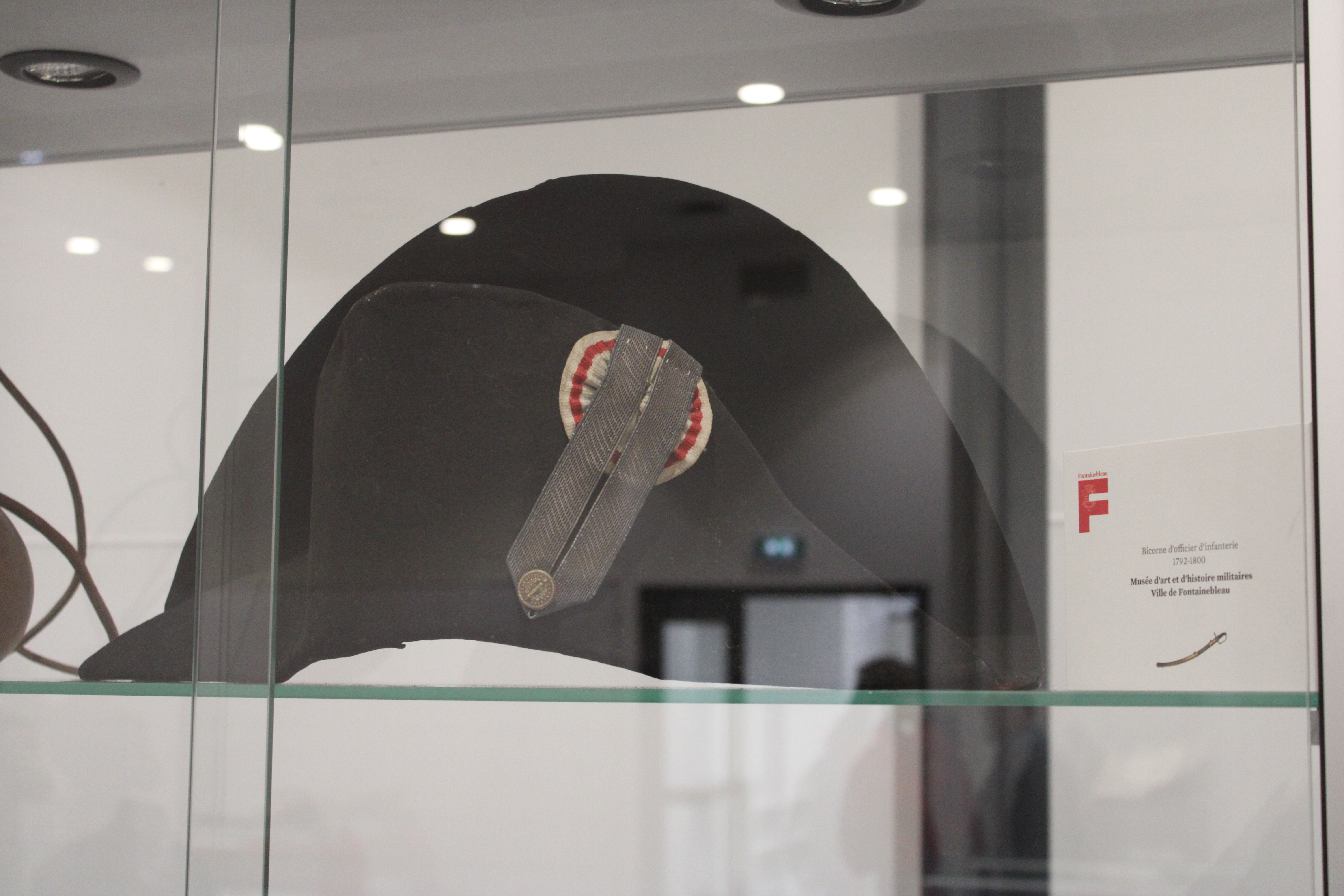
Bicorne d'officier d'infanterie

### Exposition «Fontainebleau, la ville sous le Second Empire (1852-1870)»
Toujours dans le centre culturel de la Charité royale, une nouvelle exposition est organisée du 16 septembre au 19 novembre 2023. Elle regroupe plus de 500 pièces de l'époque du Second Empire et de Napoléon III (l'année célébrant le 150e anniversaire de sa mort) en lien avec la ville. Comme le souligne Laurent Roussel, adjoint au maire, chargé du patrimoine : « C'est une façon de présenter des objets du musée d'art et d'histoire militaire, qui ne sont pas visibles du grand public [...] ». L'exposition combine en effet le fonds patrimonial bellifontain avec celui du musée, mais aussi les collections de prêteurs privés, d'institutions culturelles (château de Fontainebleau, musée des Peintres de Barbizon, musée de l'atelier Rosa-Bonheur) et d'acteurs locaux (paroisse, caserne de pompiers).

## Collections
La collection compte plus de 2 000 objets parmi lesquels des costumes, des sabres, des fusils et d'autres objets inédits. Dans la collection, on retrouve notamment :
- une canne de conscrit en verre coloré datant d'environ 1791. Elle a appartenu à Ulysse Dupuis, tué le 20 septembre 1792 à la bataille de Valmy. Ce genre de canne appartenait à des conscrits, durant la période de la Révolution française, pour la cérémonie de tirage au sort. On cassait alors la canne pour distribuer un souvenir aux proches. Des cannes non cassés sont quelquefois retrouvées ; elles auraient appartenu à des conscrits ayant tiré le « bon numéro » et donc échappé au service[11].
- un chapeau chinois, instrument de musique militaire, datant de la campagne d'Égypte[1].
- un sabre de mamelouk[1].
- un sabre de récompense ayant été remis en 1809 à François-Henri Holsberger, qui s'était engagé volontairement au 7e régiment de hussards. Napoléon Ier décrète que les récompenses militaires consistent en armes d'honneur. Durant le Premier Empire, seulement 1854 récompenses de ce type ont été attribuées[11].
- une série d'assiettes en porcelaine sur le thème du « Retour des cendres » produite par la faïence de Montereau. Ce thème a inspiré de nombreuses gravures et souvenirs. Dans cette série, chaque assiette retrace un épisode du parcours[12].
- un mannequin portant un uniforme du 2e régiment de cuirassiers en tissu, créé en mai 1854[12].
- une rare série de casques d'essai du XIXe et XXe siècle dont un modèle de casque dessiné en 1912 par Édouard Detaille mis en essai dans le 13e, 54e, au 119e régiment d'infanterie ainsi qu'au 28e régiment d'infanterie qui l'a porté durant le défilé militaire du 14 Juillet de 1912[12].
- une momie égyptienne, qui aurait été la danseuse favorite de Ptolémée IV ; de tels objets se font rares dans les musées. Son transfert en France remonte au XIXe siècle. Elle atterrit chez l'écrivain barbizonnais André Rouveyre, qui en fait don à la Ville de Fontainebleau durant l'après-guerre. Ayant peu de rapport avec le reste de la collection, n'ayant pas pu être mise en valeur correctement et à la suite de la fermeture du musée à la villa Lavaurs, la Mairie de Châteaudun propose de la conserver dans son musée local des beaux arts et d’histoire naturelle qui comprend d'autres objets égyptiens. La Mairie de Fontainebleau accepte un prêt pour une durée de cinq ans renouvelable trois fois. Ainsi, la momie est transférée le 29 août 2013. Son sarcophage a par ailleurs été retrouvé dans une propriété des descendants de Rouveyre[13].

## Fréquentation
3 128 (2001)
5 198 (2002)
6 634 (2003)
6 329 (2004)
4 844 (2005)
4 143 (2006)
6 014 (2007)
3 128 (2008)
3 043 (2009)
2 834 (2010)